# Rotacisme
El rotacisme (paraula creada a partir del grec antic ῥῶ rhô) és un fenomen fonètic consistent a canviar un so per una R, per motius d'evolució lingüística o de pronunciació local. El fenomen afecta sobretot la -s, tot i que també es produeix en altres consonants, com ara -l (per exemple en català juriol en lloc de juliol) o -n (verí que prové del llatí VENĒNUM, en castellà hombre que ve de HŎMĬNIS o en toponímia occitana el sufix -argues procedent de -ANICU), sobretot com a resultat d'una dissimilació.

## El rotacisme en llatí i en altres llengües no llatines
S'observa històricament en el genitiu de la declinació del llatí d'alguns noms (flor, ris) i en les llengües romàniques derivades, en determinades formes irregulars de les llengües germàniques (alternança was-were de l'anglès) o en la R intervocàlica del basc, entre d'altres.

## El rotacisme en català
En català el rotacisme és bastant usual en algunes varietats insulars, o sigui en català balear i en alguerès. En els primers parlars la -s en contacte amb consonants sonores tendeix a transformar-se en [ɹ], com pot passar amb l'article es davant el nom dia que s'hi pronuncia [əɹ.'diɵ]. En alguerès pot afectar la -d- intervocàlica com en Nadal que esdevé [na'ral]
També ocorre este fenomen en algunes paraules a alguns pobles valencians, com la pronúncia "cónter" de compte, sentida en zones de la província de València, o la desaparició d'algunes geminacions per una r, com ocorre a cotna, pronunciada "corna", o ametla, pronunciada "amerla" o "armela".

## El rotacisme en altres llengües
Contemporàniament, es pot observar en la pronúncia andalusa del castellà (en er mundo per exemple), en occità (catechirme per catechisme), en sard i en altres llengües romàniques.